# Juan Bautista Bertrán
Juan Bautista Bertrán (San Juan de las Abadesas, 1911-1985) fue un ensayista, escritor, poeta español y sacerdote jesuita.
Profesor de Literatura, lo fue en el colegio, durante dos años, del escritor Enrique Vila-Matas, según este mismo recuerda en su ensayo El traje de los domingos. De acuerdo con Vila-Matas, "Perucho cita a Masoliver y a Bertrán como componentes de una generación catalana de posguerra que escribía en castellano y que tenía intereses comunes en la literatura italiana". Pedro Miguel Lamet también declara que fue amigo suyo. Bertrán también acudió a las charlas celebradas en el salón de la poetisa Ester de Andreis.

## Estilo
Tiene preferencia por el verso blanco. Según O'Neill, "a veces recuerda a Paul Claudel por su sensibilidad y sutileza".

## Obras
- Arca de fe (1946).
- Madrigales del Nacimiento del Señor (1948).
- Del Ángel y el Ciprés. Poemas 1947-1949 (1950).
- La hora de los ángeles (1952).
- Viento y estrellas (1963).
- Me Canta El Mar (1956).
- Entre silencio y vuelo. Viñeta de Rafael Álvarez Ortega. Con dibujos de Cor de Groot (1952).
- Rio hacia el Alba (1963).
- Me acercaré a su fuego (1966).
- Hay un valle en mi infancia (1969).
- La Biblia: narraciones del Nuevo Testamento (1973).
- El pan mío de cada día (1976).
- Ángel poseído (1978).
- Grecia en mi clave. Poemas (1983).
- Mis poemas predilectos (1946-1976). Antología del autor, Ediciones 29, Libros Río Nuevo, Barcelona (1981).
- Poesía (Antología. Edición y estudios de Pedro Miguel Lamet y Miquel Batllori, ), Ediciones 29, Barcelona (1989).